# ألان بينت
ألان بينت (بالإنجليزية: Alan Bennett)، من مواليد 4 أكتوبر 1981 في كورك في إيرلندا، لاعب كرة قدم إيرلندي.
بدأ مسيرته الكروية مع نادي كورك سيتي في عام 2001، ولعب معهم حتى عام 2007، وشارك معهم في 100 مباراة وسجل 9 أهداف، ومنذ عام 2007 وهو يلعب مع نادي ريدينغ الإنجليزي.
و قد بدأ باللعب مع منتخب إيرلندا لكرة القدم في عام 2007.

## روابط خارجية
- ألان بينت على موقع قاعدة بيانات كرة القدم.إي يو (الإنجليزية)
- ألان بينت على موقع ناشيونال فوتبول تيمز (الإنجليزية)
- ألان بينت على موقع Soccerbase.com (لاعب) (الإنجليزية)
- ألان بينت على موقع Soccerway.com (الإنجليزية)
- ألان بينت على موقع عالم كرة القدم.نت (الإنجليزية)